# 巨人 (電影)
《巨人》（英語：Giant），或译巨人传，是1956年的美國史詩電影，由乔治·史蒂文斯執導，伊丽莎白·泰勒、洛·赫遜和詹姆斯·迪恩主演。改编自埃德纳·菲伯的1952年小说。赢得奥斯卡最佳导演奖，以及获得最佳影片、改编剧本等9项提名。2005年被美国国家电影保护局典藏。
这是詹姆斯·迪恩主演的最后一部作品，他凭借演出获得他的第二个、也是最后一个奥斯卡提名。他在这部电影上映之前就因车祸去世。

## 情節
小乔丹·本尼迪克特（Jordan "Bick" Benedict Jr.，罗克·赫德森饰演）是一名德克萨斯农场主，他到马里兰州买马的时候结识了莱斯利·林顿（Leslie Lynnton，伊丽莎白·泰勒饰），他爱上了莱斯利，两人一起回到农场，开始生活。杰特·林克（Jett Rink，占士·甸饰）是一名当地长工，他渐渐爱上女主人。他后来开始自己垦荒，结果因挖出石油而暴富...

## 外部連結
- 開眼電影網上《巨人》的資料（繁體中文）
- 豆瓣电影上《巨人傳》的資料 （简体中文）
- 时光网上《巨人傳》的資料（简体中文）
- AllMovie上的资料（英文）
- 爛番茄上的資料（英文）
- Box Office Mojo上的資料（英文）
- TCM电影资料库上的资料（英文）
- 互联网电影数据库（IMDb）上的资料（英文）